# スティーヴン・スメイル
スティーヴン・スメイル（Stephen Smale, 1930年7月15日 - ）は、アメリカの数学者。専門は微分トポロジー、力学系、数値解析。

## 来歴
ミシガン州フリント生まれ。ラウル・ボットの指導の下、1957年にミシガン大学でPh.D.を取得。その後、シカゴ大学、プリンストン高等研究所、カリフォルニア大学バークレー校、コロンビア大学を経てカリフォルニア大学バークレー校に戻る、1995年から香港大学教授。1962年にはコレージュ・ド・フランスの客員教授を務めた。1966年にフィールズ賞、ヴェブレン賞を受賞。
業績として、特に実力学系において、スメールの馬蹄型写像を生み出し、双曲型構造安定な力学系（モース・スメール系）の理論を構築した。
可微分多様体上でモース関数を使用して、高次元ポアンカレ予想を解決した（この手法は4次元ポアンカレ予想にも応用された）。
馬蹄型写像を応用しカオス理論にも貢献した。一時期には、経済学に関する論文を書いていた。

## エピソード
マイケル・クライトン作『ジュラシック・パーク』に登場するイアン・マルコム博士のモデルといわれている。

## 邦訳著作
- 『力学系入門』M・ハーシュとの共著、田村一郎・水谷忠良・新井紀久子 訳、岩波書店
- 『21世紀の数学の問題について』（『数学の最先端 21世紀への挑戦 volume4』所収） 訳 シュプリンガー・フェアラーク東京